# ガリガリ君 (曲)
『ガリガリ君』（ガリガリくん）は、日本のテクノユニットである電気グルーヴの非売品シングル。

## 内容
アルバム『A』収録曲のシングル・カットだが、元ネタとなった赤城乳業の氷菓「ガリガリ君」のキャンペーンプレゼント用として製作された非売品特別シングルCD。アルバム・ヴァージョンをリエディットした物と、全く新しくリメイクされたニュー・ヴァージョンの計3トラックを収録。
かつては『電気グルーヴのオールナイトニッポン』でもお薦め曲としてかけていたりと、石野卓球が人生(ZIN-SAY!)時代から何かと推薦しまくっていたリエゾン・ダンジェルーズの「los Ninos Del Parque」や、ミート・ビート・マニフェストの『STORM THE STUDIO』に収録の「GOD O.D.(PART1)」を非売品であることをいい事に大胆にフレーズ・サンプリングしている。
3曲目冒頭には天久聖一朗読のポエムを収録。のちに石野のソロアルバム『throbbing disco cat』の初回特典CDにはアレンジの異なるアウトテイクが収録されている。

## 収録曲
1. ガリガリ君 (Original mix)
2. ガリガリ君 (1998 Novelty mix)
3. ガリガリ君（Poem mix featuring THE 天久聖一）